# Antoaneta Sztefanova
Antoaneta Sztefanova (bolgárul: Антоанета Стефанова) (Szófia, 1979. április 19. –) bolgár női sakkozó, nemzetközi nagymester, a tizenkettedik női sakkvilágbajnok (2004–2006), rapidsakk világbajnok, Európa-bajnok (2002), U10 ifjúsági sakkvilágbajnok, U14 ifjúsági Európa-bajnok, bolgár bajnok, sakkolimpikon.

## Élete és sakkpályafutása
Négyéves korában apja, Andon Sztefanov tervezőművész tanította meg sakkozni. 1989-ben, 7 éves korában Szófia felnőtt női bajnoka lett. 10 éves korában az U10 ifjúsági sakkvilágbajnokságon a lányok között megszerezte az 1. helyet, majd 1992-ben a 14 éven aluliak Európa-bajnokságát. 1993-ban, 14 éves korában hetedik lett a bolgár férfi bajnokság döntőjében. 1994-ben éri el a női nemzetközi nagymester fokozatot. 1995-ben 14 játszmából 13 pontot szerezve nyeri meg Bulgária felnőtt női sakkbajnokságát.
1997-ben már a női világranglista első 10 helyezettje között található. 2002-ben szerezte meg a nemzetközi nagymester címet, amellyel akkor mindössze tíz nő rendelkezett a világon.
Tíz sakkolimpián játszott a bolgár válogatottban, először 1992-ben, amikor még csak 13 éves volt. 2000-ben a férfi válogatott tagjaként vett részt a manilai sakkolimpián.
Az Európa-bajnokságokon 2002-ben aranyérmet szerzett, 2004-ben a harmadik, 2007-ben a második, 2016-ban a harmadik helyet szerezte meg.
2004-ben az Elisztában rendezett kieséses rendszerű sakkvilágbajnokságon minden ellenfelét legyőzve elhódította a női sakkvilágbajnoki címet, amit 2006-ig viselt. 2012-ben ismét a döntőig jutott, itt azonban vereséget szenvedett Anna Usenyinától. 2012-ben megnyerte az első alkalommal rendezett rapidsakk világbajnokságot.
2005-ben kvalifikálta magát a férfi sakkvilágbajnokjelölti versenyre, azonban az első fordulóban kikapott.
Közgazdasági diplomával rendelkezik, és felsőfokon beszél angolul, oroszul és spanyolul.

## Szereplései a világbajnokságokon
Először 1995-ben jutott be a világbajnokjelöltek Kisinyovban rendezett zónaközi versenyébe, ahol a svájci rendszerű versenyen a 28. helyezést érte el.
A 2001-es világbajnokságra Moszkvába az Élő-pontszám szerinti első 64 versenyzőt hívták meg. Stefanova kilencedik kiemeltként indulhatott. Az első fordulóban legyőzte az indiai Pallavi Shahot, a másodikban azonban vereséget szenvedett a kínai Peng Csao-csintől, aki végül a negyeddöntőben az exvilágbajnok Maia Csiburdanidzétől szenvedett vereséget.
A 2004-es világbajnokságon, amelyet a világranglista első 64 versenyzőjének részvételével rendeztek, 7. kiemeltként indult. A ranglista legjobbjai közül hiányzott a mezőnyből Polgár Judit, aki a férfi világbajnoki sorozatban indult el, valamint a két előző világbajnok Hszie Csün, aki felhagyott az aktív versenyzéssel és Csu Csen, aki gyermeket várt. Sztefanova az első fordulóban a kínai Tan Csung-ji, a másodikban az ukrán Tatjana Vasziljevics, a harmadikban az ugyancsak ukrán Natalija Zsukova, a negyedik körben a grúz Nana Dzagnidze ellen győzött, az elődöntőben az exvilágbajnok Maia Csiburdanidze ellen diadalmaskodott, majd a döntőben az orosz Jekatyerina Kovalevszkaja legyőzésével hódította el a női világbajnoki címet.
A 2006-os világbajnokságon, amely az előzőekhez hasonlóan a világranglista első 64 helyezettje között kieséses rendszerben zajlott, mint világbajnok ő kapta az 1-es rajtsorszámot, annak ellenére, hogy nem az övé volt a legmagasabb Élő-pontszám. Az első fordulóban győzött Amina Mezioud ellen, a második körben azonban vereséget szenvedett a lengyel Iweta Radziewicztől.
A 2008-as világbajnokságon 4. kiemeltként indult. Az első fordulóban Karen Zapata, a másodikban a kínai Csü Ven-csün, majd az ukrán Inna Gaponenko ellen győzött, a negyeddöntőben azonban alulmaradt a svéd Pia Cramling ellenében.
A 2010-es világbajnokságon az első fordulóban legyőzte Ingrid Aliaga Fernandezt, a másodikban azonban vereséget szenvedett a kínai Huang Csientől.
A 2012-es világbajnokság idején csak a ranglista 16. helyezettje volt, de a versenyen kiváló eredményt ért el, és ezüstérmet szerzett. Az első fordulóban az orosz Marina Romanko, a másodikban az exvilágbajnok Csu Csen ellen győzött, a harmadik körben a lengyel Monika Soćko, a negyedikben a francia Marie Sebag legyőzése után az elődöntőben az indiai Drónavalli Hárika volt az ellenfele. Az ukrán Anna Usenyina elleni világbajnoki döntő párosmérkőzése a rendes játékidőben, 4 játszma után döntetlenre állt, a hosszabbítás második játszmáját Usenyina nyerte, ezzel ő lett a világbajnok.
2012-ben megnyerte a grúziai Batumiban rendezett rapidsakk világbajnokságot.
A 2015-ös világbajnokságon való részvételre Élő-pontszáma alapján szerzett kvalifikációt, és a második körben az ukrán Inna Gaponyenko legyőzése után a harmadik körben a később világbajnoki címet is megszerző ukrán Marija Muzicsuk ütötte el a továbbjutástól.
A 2017-es világbajnokságon a 2014-es egyéni Európa-bajnokságon elért eredménye alapján vehetett részt. Egy kubai versenyző után két grúz ellenfele, Salome Melia és Nino Khurtsidze legyőzése után a negyeddöntőben a döntőig jutó ukrán Anna Muzicsuk elleni vereségével esett ki a további küzdelmekből.

## Csapateredményei
1992-től 2014-ig 11 női sakkolimpián képviselte Bulgária színeit, amelyek közül a legjobb eredményt a csapat 1998-ban érte el, amikor az 5. helyezést szerezték meg. 2000-ben a bolgár férfi válogatottban játszott a nyílt olimpián.
Nyolc alkalommal szerepelt első táblásként Bulgária válogatottjában a sakkcsapat Európa-bajnokságon. Csapatban a legjobb eredményük a 2005-ben elért 4. helyezés, egyéniben 2009-ben ezüst, 2005-ben bronzérmet szerzett.
A női Bajnokcsapatok Európa Kupájában 2009-ben a Spartak Vidnoe, 2011-ben az AVS Krasnoturinsk csapatával 1. helyezést ért el, 2007-ben és 2008-ban a 2. helyet, 2006-ban a 3. helyet szerezték meg. 2008-ban, 2009-ben és 2011-ben egyénileg a legjobb, 2005-ben a 2., 2003-ban a 3. legjobb egyéni eredmény fűződik a nevéhez.
A Balkán bajnokságon 1994-ben, 15 éves korában a 2. táblán játszva 90%-os eredményt ért el, ezzel segítve csapatát az első helyezéshez, és egyéniben is a legjobb eredmény a nevéhez fűződik. A lánycsapatok Balkán Bajnokságán 1992-ben a 2. táblán játszott, és csapatban is, egyéniben is ezüstérmet szerzett.

## Kiemelkedő versenyeredményei
A világbajnoki címért folyó versenyeken és mérkőzéseken kívül:
- 1995: Belgrád, 1–3. helyezés[28]
- 1995: Drezda, holtversenyes 2. helyezés[29]
- 1995: Világbajnoki zónaverseny, Nadole 3–4. helyezés[30]
- 1996: Winterthur „B”, 3–4. helyezés[31]
- 1997: Quito Copa Saeta, 2–4. helyezés[32]
- 1997: Hawaii Open, Honolulu, holtversenyes 3. helyezés[33]
- 1998: Terrassa Open, 2–4. helyezés[34]
- 1998: Groningen 2. helyezés[35]
- 1999: Bolzano Open, holtversenyes 3. helyezés[36]
- 1999: Groningen, 1. helyezés[37]
- 2000: Salou-A, 3–4. helyezés[38]
- 2001: Andorra Open, holtversenyes 1. helyezés[39]
- 2002: Surabaya, 1. helyezés[40]
- 2002: Saraybahce, holtversenyes 2. helyezés[41]
- 2002: FIDE világkupa, Hyderabad, 2. helyezés[42]
- 2003: Mar del Plata, holtversenyes 2. helyezés[43]
- 2004: Dzsakarta, 1. helyezés[44]
- 2004: El-Jadida, 1. helyezés[45]
- 2006: Solin, holtversenyes 3. helyezés[46]
- 2007: Top 12 Feminin, Párizs, 1–2. helyezés[47]
- 2007: Baku, 2. helyezés[48]
- 2007: Solin, 1. helyezés[49]
- 2008: North Urals Cup, 1. helyezés (a 2522 átlag Élő-pontszámú verseny a világ addigi legerősebb női versenye volt)[50]
- 2009: Top12 Final, Villandry, 1. helyezés[51]
- 2009: Rethymno, holtversenyes 1. helyezés[52]
- 2012: Paleochora, holtversenyes 3. helyezés[53]
- 2013: Martinique, 2. helyezés[54]

## Emlékezetes játszmái
- Antoaneta Stefanova vs Mikhail Gurevich, Gibraltar, 2008. 1–0
- Antoaneta Stefanova vs Tatiana Vasilevich, világbajnokság, 2004. 1–0
- Than Zhongyi vs Antoaneta Stefanova, világbajnokság 2004. 0–1

## Díjai, elismerései
- Plovdiv díszpolgára (2004)[55]

## Róla szóló irodalom
- Vladimir Georgiev, Simeon Stoichkov: Antoaneta Stefanova. CIELA, Sofia 2004. ISBN 954-649-735-5 (bolgár és angol nyelven)